# راونو بوچیه (کنگاژواتس)
راونو بوچیه (به صربی: Ravno Bučje) یک منطقهٔ مسکونی در صربستان است که در کنگاژواتس واقع شده‌است. راونو بوچیه ۲۸ نفر جمعیت دارد.